# ジャスト・アナザー・ダイアモンド・デイ
『ジャスト・アナザー・ダイアモンド・デイ』（Just Another Diamond Day）は、イングランドのフォーク・シンガーソングライター、ヴァシュティ・バニヤンのデビュー・アルバムで、1970年12月にフィリップス・レコードからリリースされた。アルバムの多くは、1968年にスコットランドを馬車で旅したときのバニヤンと旅のパートナーのロバート・ルイスの体験を音楽的に反映したものとなっている。このアルバムは、レコード・プロデューサーのジョー・ボイドの監修のもと、現代の音楽家たちによってアレンジされたミニマルな楽器の伴奏で、バニヤンの歌声を際立たせている。
リリース時、『ジャスト・アナザー・ダイアモンド・デイ』はあまり注目されることはなかった。意気消沈したバニヤンは、目立たないライフスタイルを生きるために音楽業界からの自発的な亡命を始めた。年月を経て、このアルバムはレコード・コレクターの間で注目を集め、その結果、復刻版が発売され、バニヤンの音楽キャリアの復活に火をつけた。リリース当時は一般の人々からはほとんど見過ごされていたが、アルバムの評価は年々向上し、現在では『ジャスト・アナザー・ダイアモンド・デイ』は英国フォークの最高傑作の一つとして多くの人に評価されている。

## 背景
ヴァシュティ・バニヤンは1965年にレコード・プロデューサーのアンドリュー・ルーグ・オールダムと出会い、有望なオリジナル楽曲を持ってイギリスの音楽シーンに登場した。デッカ・レコードと袂を分かったばかりのマリアンヌ・フェイスフルの後釜として期待されていたが、ミック・ジャガーとキース・リチャーズが書いたデビュー・シングル「Some Things Just Stick in Your Mind」は、評論家からの支持を得ることができなかった。次のリリースが実現しないことを察知したバニヤンは、ピーター・スネルのもとでレコーディングをするためにオールダムのもとを離れることを決意した。バニヤンは「Train Song」を録音したが、このメロディーは彼女の自作曲「17 Pink Elephants」を基にしており、作詞はフォーク・ミュージシャンのアレスター・クレイアによるものだった。しかし、リリースされた「Train Song」は、彼女のアコースティックなアレンジでポップ・カルチャーに訴えかけるというビジョンを達成することができず、シングルはバニヤンのデビュー作と同様に商業的な成功を収められなかった。その結果、1966年後半にはメディアへの露出も少なくなり、バニヤンはロンドンの音楽シーンから遠ざかり、ポップスの主流派からはすっかり忘れ去られてしまった。
「Train Song」のリリース直後、レコード・レーベルを持たなかったバニヤンは、兄弟の助けを借りてペギー・シーガーとユアン・マッコールに彼女の曲を見せる会を企画した。この会は2人に印象を与えなかったとバニヤンは思い返しているが、彼らの提案に触発され、自身の音楽にある荘厳な雰囲気を追求するようになったと振り返っている。ドノヴァンが音楽のコミューンを設立しようとしているという情報を聞きつけたバニヤンは、仲間のボヘミアンの学生ロバート・ルイスと共に馬車に乗ってスコットランドを旅した。ドノヴァンのプロジェクトが発展することはなかったが、2年近くに及ぶ旅は、バニヤンにアルバムを書く機会を与えた。これらの曲はバニヤンが旅先で偶然出会ったレコードプロデューサーのジョー・ボイドに感銘を与え、バニヤンが放浪の旅を終えた時に録音してほしいとの永続的な招待状をバニヤンに残した。ライターのキース・ウォレスは、ボイドのエキゾチックな音楽をプロデュースしてきた豊かな経験と専門的なミキシング能力は、バニヤンが長い間レコーディングを中断していた時には貴重なものになるだろうと述べている。
1969年11月、バニヤンはイングランドに戻り、ボイドは翌月のレコーディング・セッションを企画した。サウンドテクニックでのリハーサルの広範な日に続いて、バニヤンは1969年12月に作業を拡張した3日間の期間中にアルバム『ジャスト・アナザー・ダイアモンド・デイ』の全体を完成させた。バニヤンはジョン・ジェームス、ロバート・カービー、インクレディブル・ストリングス・バンドのロビン・ウィリアムソン、フェアポート・コンヴェンションのデイヴ・スウォーブリックとサイモン・ニコルをはじめとする多くのミュージシャンに参加を得た。しかし、バニヤンは、彼女の遠慮がちなアプローチの結果、このアルバムの曲のアレンジをコントロールすることができず、後になって初めて、このアルバムの精度や制作性の低さに疑問を抱いたことに気づいたという。音楽史家のリッチー・ウンターバーガーは、外部アーティストの影響を受けているにもかかわらず、 『ジャスト・アナザー・ダイアモンド・デイ』のドラムレスでアコースティックなアレンジは、バニヤンの控えめでさわやかなヴォーカルを引き立てていたと述べている。

## リリースと反応
『ジャスト・アナザー・ダイアモンド・デイ』は、1970年12月に英国のフィリップス・レコードから発売された（カタログアイテムPhilips 6308 019）。このアルバムは数百枚しかプレスされず、ほとんど宣伝もされなかったため、チャートにインパクトを与えることができなかった。また、生まれたばかりの子供の世話をしなければならなかったため、バニヤンはこのアルバムを宣伝することができなかった。世間の反応のなさに不満を感じたバニヤンは音楽業界を捨て、スコットランドのグレン・ロウの空き家でインクレディブル・ストリングス・バンドと一緒に暮らすことにした。このアルバムが、その後35年間のバニヤンの最後の録音となった。

### 最近の反応
| 専門評論家によるレビュー | 専門評論家によるレビュー |
| レビュー・スコア         | レビュー・スコア         |
| 出典                     | 評価                     |
| ------------------------ | ------------------------ |
| About.com                | [ 14 ]                   |
| オールミュージック       | [ 15 ]                   |
| ピッチフォーク・メディア | (9.0/10)                 |
| Sputnikmusic             | [ 17 ]                   |
| Q                        | [ 18 ]                   |

『ジャスト・アナザー・ダイアモンド・デイ』はリリース時にレコード購入者から見過ごされていたが、このアルバムとしての評価は年々高くなっている。リッチー・ウンターバーガーは、オールミュージックのウェブサイトで「ブリティッシュ・ロック風フォークの楽しい、しかしあまりにも可憐な一切れ」と評し、それまでのバニヤンの最も真剣に取り組んだ作品だと述べている。2010年の著書『Electric Eden: Unearthing Britain's Visionary Music』の中で、著者のロブ・ヤングは「ヴァシュティ・バニヤンの静かで小さな声、そして彼女の大胆な即興演奏によるイギリスの旅は、メインストリームではないロックとフォークのより広いパノラマの強力な象徴としての役割を果たしている」と述べている。ヤングは『ジャスト・アナザー・ダイアモンド・デイ』のテーマは「ブリティッシュ・ロック・シーンの伝統的な地理的な場所には存在しなかった...その代わりに、イギリスの内陸部の二重の風景/夢の風景という、はるかに離れた場所から流れてきた」と述べている。
評論家のデイヴ・ヘンダーソンは2000年の『Q』誌に「バニヤンの声は孤独で、愛に満ちていて儚く、ニック・ドレイクのアレンジャーであるロバート・カービーが3曲のスコアを担当したこの作品は、心に沁みるほど記憶に残る」とコメントしている。ピーター・パフィデスは『タイムアウト』誌のレビューで、『ジャスト・アナザー・ダイアモンド・デイ』は「北のオデッセイを記録しており、それが抑えられない楽観主義を説明している」と書いている。インターネット出版物であるピッチフォークのレビューで、音楽評論家のマシュー・マーフィーはこのアルバムを「ボイドがプロデュースしたニック・ドレイクのアルバムの音の兄弟--ドレイクの憂鬱な影よりも新鮮な空気と太陽の光を選んでいるとはいえ--」と評し、「『ジャスト・アナザー・ダイアモンド・デイ』ほど魅力的で心を揺さぶるアルバムにすぐに出会えるとは思えない」と結論づけている。『NME』誌のジョン・マルヴェイは、このアルバムの初期の商業的な失敗にもかかわらず、その内容は「彼女の同時代人にも稀な美しさと純粋さを与えられている」と述べている。

### CD再発
『ジャスト・アナザー・ダイアモンド・デイ』は、スピニー・レコード (Spinney Records) から2000年に初めて正規版のCDがリリースされた。1966年のシングルのB面としてリリースされていた「Love Song」を含むボーナストラック4曲が収録されている。このCDには、1966年の未発表デモ「I'd Like to Walk Around in Your Mind」と「Winter Is Blue」（マイク・クロウサーが伴奏）も収録されている。スピニーによる再発の最後のボーナストラックは「Iris's Song for Us」の1969年ヴァージョンである 。『ジャスト・アナザー・ダイアモンド・デイ』の需要がバニヤンの音楽活動への復帰を促した。30年ぶりにレコーディングと演奏を行った後、バニヤンはついにフォローアップ・アルバム『ルックアフタリング』をファットキャット・レコーズからリリースした。

## 収録曲
特記されたものを除き、全曲ヴァシュティ・バニヤンの作詞作曲。

### サイド1
| #  | タイトル                                                  | 作詞 | 作曲・編曲 | 時間 |
| -- | --------------------------------------------------------- | ---- | ---------- | ---- |
| 1. | 「"Diamond Day"」                                         |      |            | 1:47 |
| 2. | 「"Glow Worms"」                                          |      |            | 2:16 |
| 3. | 「"Lily Pond"」                                           |      |            | 1:24 |
| 4. | 「"Timothy Grub"」                                        |      |            | 3:15 |
| 5. | 「"Where I Like to Stand"」(バニヤン、ジョン・ジェイムズ) |      |            | 2:21 |
| 6. | 「"Swallow Song"」                                        |      |            | 2:16 |
| 7. | 「"Window Over the Bay"」(バニヤン、ロバート・ルイス)     |      |            | 1:47 |

### サイド2
| #  | タイトル                                                                           | 作詞 | 作曲・編曲 | 時間 |
| -- | ---------------------------------------------------------------------------------- | ---- | ---------- | ---- |
| 1. | 「"Rose Hip November"」                                                            |      |            | 2:27 |
| 2. | 「"Come Wind Come Rain"」                                                          |      |            | 2:07 |
| 3. | 「"Hebridean Sun"」(バニヤン、ロバート・ルイス)                                    |      |            | 1:13 |
| 4. | 「"Rainbow River"」                                                                |      |            | 3:22 |
| 5. | 「"Trawlerman's Song"」(バニヤン、ロバート・ルイス)                                |      |            | 1:56 |
| 6. | 「"Jog Along Bess"」                                                               |      |            | 3:36 |
| 7. | 「"Iris's Song for Us"」(バニヤン、ウォーリー・ディクス、アイリス・マクファーレン) |      |            | 1:33 |

| #   | タイトル | 作詞 | 作曲・編曲 | 時間 |
| --- | --- | ---- | ---------- | ---- |
| 15. | 「"Love Song"」(1966年のシングル "Train Song" のB面、ピーター・スネルがプロデュース)                                             |      |            | 1:58 |
| 16. | 「"I'd Like to Walk Around in Your Mind"」(1967年のイミディエイト・レコードの未発表原盤から、マイク・ハーストによるプロデュース) |      |            | 2:15 |
| 17. | 「"Winter Is Blue"」(1966年の未発表原盤から; Tonite Lets All Make Love in London とは異なるバージョン)                           |      |            | 1:48 |
| 18. | 「"Iris's Song Version Two "」(バニヤン、ディクス、マクファーレン; ジョン・バニヤンのテープからの1969年の別バージョン)           |      |            | 2:31 |

## パーソネル
- ヴァシュティ・バニヤン – ボーカル、アコースティックギター、 リコーダー （4）
- クリストファー・サイクス – ピアノ（4、13 ） 、オルガン（8）
- ジョン・ジェームズ – ダルシトーン （3、8） 、オルガン（5）
- ロビン・ウィリアムソン – バイオリン、笛、 アイリッシュハープ （3、8、13）
- デイヴ・スウォーブリック – フィドル、マンドリン（5、9、14）
- サイモン・ニコル – バンジョー（5、9）
- マイク・クロウザー – ギター（17）
- ロバート・カービー – ストリングスとリコーダーのアレンジ（1、6、11） 、トランペット（7）

### 製作スタッフ
- ジョー・ボイド – プロデューサー、ライナーノーツ
- ジェリー・ボーイズ – エンジニア
- ジョン・ジェームズ – カバーアート[27]

## カバー
- 「Winter Is Blue」は、2005年7月発売のシングル「El Capitan」のB面としてアイドルワイルドによってカバーされた。
- 「I'd Like to Walk Around in Your Mind」は、1996年7月リリースのシングル「500 (Shake Baby Shake)」のB面として、イギリスのオルタナティヴ・ロック・グループ、ラッシュにカヴァーされた。
- 「Train Song」は2009年2月にリリースされたコンピレーション・アルバム『Dark Was the Night』でファイストとベン・ギバードにカヴァーされた。